# بيير تشارلز لينوار
بيير تشارلز لينوار (بالفرنسية: Pierre Lenoir)‏ هو ميدالي ‏ فرنسي، ولد في 23 مايو 1879 في باريس في فرنسا، وتوفي بنفس المكان في 9 سبتمبر 1953.